# Kylie Rae
Brianna Rae Sparrey (ur. 25 sierpnia 1992) – amerykańska wrestlerka, występująca pod pseudonimem ringowym Kylie Rae. W marcu 2020 podpisała kontrakt zawodniczy z Impact Wrestling (IW), rok wcześniej rywalizowała w All Elite Wrestling (AEW). W listopadzie 2020 ogłosiła zakończenie kariery wrestlerki, po czym w czerwcu 2021 powróciła do rywalizacji na scenie niezależnej.
Rozpoczęła karierę zawodniczą w 2016. Odgrywała postać entuzjastycznie podchodzącej do życia dziewczyny z sąsiedztwa, która nieustannie się uśmiecha (z tego powodu nosi przydomek „Smiley”). Walczyła w licznych federacjach sceny niezależnej, m.in.: Reality of Wrestling, Rise Wrestling i Zelo Pro Wrestling.

## Młodość
W 2010 ukończyła Oak Forest High School, następnie studiowała na Lewis University. Sparrey fascynowała się wrestlingiem od dzieciństwa, naśladując wraz ze starszym rodzeństwem niektóre ewolucje na przydomowej trampolinie. W 2013 rozpoczęła treningi we Freelance Underground Wrestling Academy w Villa Park, po czym w 2015 kontynuowała szkolenie w Houston, w szkółce założonej przez Bookera T.

## Kariera wrestlerki

### Scena niezależna (2016–2020)
Kylie Rae rozpoczęła karierę wrestlerską w federacji Reality Of Wrestling, założonej przez Bookera T. W nagraniach telewizyjnych, które odbyły się 19 marca 2016, pokonała Ivory Robyn, zostając ROW Diamonds Division Championką. Jej panowanie mistrzowskie trwało 238 dni, gdy 12 listopada tego roku przegrała z Jade Keys w Three Way matchu; trzecią uczestniczką była Miranda. Niecały miesiąc później, 10 grudnia, odebrała tytuł swojej pogromczyni na gali ROW Christmas Chaos XI. Utraciła pas mistrzowski podczas ROW No Limits (13 maja 2017) po porażce z Kaylą Lynn. Pod koniec tego roku na ROW Christmas Chaos XII (9 grudnia), została po raz trzeci ROW Diamonds Division Championką, będąc lepszą od Ivory Robyn. 10 lutego 2018 utraciła tytuł mistrzowski na rzecz Hyan.
Zawodniczka zadebiutowała w Zelo Pro Wrestling 24 sierpnia 2017, przegrywając z Tessą Blanchard. Wygrawszy z Laynie Luck na początku 2018, została pierwszą Zelo Pro Women’s Championką. Jej pierwsze panowanie, trwające 98 dni, zakończyła Blanchard. Na gali Milwaukee Meltdown (4 stycznia 2019) odebrała rywalce tytuł mistrzowski w Best Two Out Of Three Falls matchu, lecz 28 kwietnia musiała uznać wyższość Britt Baker.
W Rise Wrestling pojawiła się pierwszy raz na RISE 5: Rising Sun (10 listopada 2017), gdzie przegrała z Nicole Savoy. W kwietniu 2018 nawiązała sojusz z Mirandą Alize, z którą wystąpiła na RISE 9: RISE Of The Knockouts (7 lipca 2018) w Four Way Tag Team Elimination matchu o nowo powstałe Guardians Of RISE Championship (mecz wygrały Paradise Lost (Dust i Raven’s Ash). Pół roku później, podczas RISE 12: ROW On The RISE (19 stycznia 2019), stoczyła przegrany pojedynek z Mercedes Martinez o Phoenix Of RISE Championship. W walce rewanżowej na RISE 13: Legendary (29 marca 2019), która odbyła się w stypulacji No Ropes Submission matchu, pokonała Martinez i została nową mistrzynią. To spotkanie fani federacji uznali za mecz roku. Niespodziewanie, tego samego dnia zawodniczka utraciła tytuł na rzecz Zoe Lucas. Na RISE La Escalera (1 listopada 2019) wygrała sześcioosobowy Ladder match, otrzymując miano pretendentki do walki o Phoenix Of RISE Championship. W lipcu 2018 uczestniczyła w Japonii we wspólnej rywalizacji Rise Wrestling i Stardom.
W dorobku sportowym ma również inne tytuły mistrzowskie, które zdobyła w różnych federacjach niezależnych. Wśród nich należy wymienić: FU Tag Team Championship z GPA, CWA Championship, AAW Women’s Championship, BCW Women’s Championship, Freelance World Championship, BLP Midwest Championship, Sabotage War Of The Genders Championship i Warrior Wrestling Women’s Championship. Wygrała turnieje Raven Black Memorial i Making Towns Classic. 
W lutym 2018 uczestniczyła w tryoutcie, zorganizowanym przez federację WWE.

### All Elite Wrestling (2019)
Na początku 2019 związała się z All Elite Wrestling (AEW). Zadebiutowała w federacji na gali Double or Nothing (25 maja), w którym Britt Baker pokonała ją, Nylę Rose i Awesome Kong. Na kolejnej gali, Fyter Fest (29 czerwca), miała zmierzyć się z Levą Bates, ale ostatecznie została zastąpiona przez Allie. Na konferencji prasowej po All Out (31 sierpnia), Tony Khan poinformował, że Rae opuściła federację w „przyjaznej atmosferze”. Powodem odejścia były problemy osobiste.

### Impact Wrestling (2020)

#### Rywalizacja z Kierą Hogan
Kylie Rae pojawiła się niespodziewanie na Bound for Glory (20 października 2019). Wzięła udział w dwudziestoosobowym Call Your Shot Gauntlet matchu z numerem 17, odpadając z pojedynku po wyeliminowaniu przez Mahabali Sherę. Pięć miesięcy później ponownie pojawiła się w Impact Wrestling. Po zwycięstwie nad Cassandrą Golden, w odcinku Impactu! z 31 marca 2020, Kylie Rae zakomunikowała, że podpisała wieloletni kontrakt z federacją. Starała zaskarbić sobie przyjaźń innych Knockoutek, lecz Kiera Hogan nie pochwaliła tego, twierdząc że w kobiecej dywizji nie ma przyjaźni. „Girl on Fire” poinformowała ją również, że stoczą ze sobą pojedynek na Rebellion. 14 kwietnia obie zawodniczki wystąpiły w pierwszym odcinku talk-show Madison Rayne o nazwie Locker Room Talk. Gospodyni spotkania pokierowała w ten sposób wywiadem, aby wzmóc wzajemną niechęć między zawodniczkami. Dotychczas spokojna i radosna Rae, słysząc słowa Hogan o ośmieszeniu jej i starciu z jej twarzy głupiego uśmieszku, uznała oponentkę „za niezbyt miłą” i opuściła program. W pierwszym części Rebellion (21 kwietnia) pokonała Kierę.

#### Sojusz z Susie i odejście
W maju nawiązała przyjaźń z Susie i sprzymierzyły się, gdy Kiera Hogan i Tasha Steelz zastraszyły je i pobiły. Doprowadziło to do meczu drużynowego, rozegranego 2 czerwca, w którym musiały uznać wyższość antagonistek. Trzy tygodnie później wsparła towarzyszkę w odparciu ataku Tayi Valkyrie. 7 lipca zwyciężyły Valkyrie i Rosemary w walce drużynowej. Na Slammiversary (18 lipca) wygrała Gauntlet for the Gold, zostając pretendentką do walki o Impact Knockouts Championship. Od końca lipca do początku września Rae uczestniczyła w reality show Wrestle House. Powróciwszy 1 września do Impact!, Kylie Rae i reszta obsady Wrestle House zakłócili celebrację obrony tytułu kobiet przez Deonnę Purrazzo. Rae wyrzuciła z ringu atakującą ją mistrzynię i jej towarzyszkę, Kimber Lee. Wraz z Susie pokonały rywalki 15 września w Tag Team matchu, natomiast tydzień później wyzwała mistrzynię na walkę o Impact Knockouts Championship na Bound for Glory (24 października). Na Victory Road (3 października) Susie została pokonana przez Purrazzo, która po meczu złamała jej rękę. Dodatkowo mistrzyni z pomocą Lee powstrzymały Rae przed udzieleniem pomocy i zmusiły ją do oglądania cierpienia partnerki. W następnym tygodniu Kylie, smutna z powodu wspomnianego wydarzenia, brutalnie zaatakowała drwiącą z niej Lee, po czym 13 października pokonała ją w pojedynku i odparła pomeczowy atak ze strony Purrazzo. Na Bound for Glory nie pojawiła się, aby stoczyć zaplanowany pojedynek o tytuł mistrzowski, a jej miejsce zajęła Su Yung. 
Zawodniczka ogłosiła 2 listopada zakończenie kariery wrestlerki z powodu problemów ze zdrowiem psychicznym.

### Powrót na scenę niezależną (od 2021)
Kylie Rae powróciła 5 czerwca 2021 na gali federacji Warrior Wrestling, gdzie obroniła mistrzostwo kobiet w walce z Holidead.

## Charakterystyka zawodniczki
Kylie Rae jest tradycyjnym babyfacem – emanuje optymizmem, jest pełna energii, na jej twarzy zawsze gości uśmiech. Tymi cechami zaskarbiła sobie przychylność fanów, z tego względu nadano jej również przydomek „Smiley” Kylie. Jest fanką Pokémonów. Jej ubiór inspirowany jest wyglądem Pikachu lub Charmandera. Na scenie niezależnej wchodzi do ringu w akompaniamencie zremiksowanego utworu muzycznego, pochodzącego z serialu animowanego tej franczyzy. Walczy stylem technicznym, jej akcją kończącą jest Smile to the Finish.

## Życie prywatne
We wrześniu 2020 ogłosiła zaręczyny z wrestlerem, Isaiasem Velazquezem.

## Mistrzostwa i osiągnięcia
- AAW Wrestling
  - AAW Women’s Championship (1x)
- Black Label Pro
  - BLP Midwest Championship (1x)
- Brew City Wrestling
  - BCW Ladies Championship (1x)
- Capital Wrestling Alliance
  - CWA Championship (1x)
- Freelance Underground
  - FU Tag Team Championship (1x) z GPA
- Freelance Wrestling
  - Freelance World Championship (2x)
- Rise Wrestling
  - Phoenix of RISE Championship (1x)
  - RISE Year End Awards 
    - Match of the Year (2019) Kylie Rae vs. Mercedes Martinez w No Ropes Submission matchu na RISE 13: Legendary
- Reality of Wrestling
  - ROW Diamonds Division Championship (3x)
- Sabotage Wrestling
  - War of the Genders Championship (1x)
- Warrior Wrestling
  - WW Women’s Championship (1x)
- Zelo Pro Wrestling
  - Zelo Pro Women’s Championship (2x)